# Epiclytus breuningi
Epiclytus breuningi là một loài bọ cánh cứng trong họ Cerambycidae.